# Barangay
Un barangay (en tagàlog: baranggay), també conegut pel seu nom antic, barrio és la unitat menor de govern local a les Filipines. És un terme que pot ser equivalent a poble, circumscripció o districte, segons els casos.
Els municipis i ciutats filipines estan compostos per barangays. El terme sovint és abreviat amb les formes de Brgy o Bgy. El desembre del 2006 hi havia un total de 41.995 barangays a tot l'estat de les Filipines.
El terme 'barangay' i la seva estructura fou concebuda durant l'administració del president Ferdinand Marcos, per tal de substituir els antics barris. Els barangays van ésser legalitzats el 1991.

## Història
Històricament, el barangay és una comunitat relativament petita, d'entre cinquanta i cent famílies. La majoria dels pobles només tenen de trenta a cent cases i la població se sol moure entre cent i cinc-centes persones. Hi ha pobles molt més petits. La paraula 'barangay' deriva del nom d'un antic vaixell de la civilització malaiopolinèsia anomenat balanghai. Es creu que a les Filipines precolonials cada barangay de la costa s'havia format per l'assentament d'un grup de colons que haurien arribat en un sol vaixell des d'algun altre lloc del Sud-est asiàtic.
La majoria dels municipis eren a la costa o a les ribes dels rius. Com que la principal front de proteïnes l'obtenien del mar i els rius, la majoria de la població basava la seva alimentació en la pesca. També el transport es feia a través de l'aigua. Els moviments de població es feien a través dels rius i les costes. A més a més, els rius eren els llocs on es podien banyar, rentar la roba i beure. A més a més, les viles de la costa eren més accessibles per als comerciants, de manera que hi havia una activitat econòmica més desenvolupada. Hi havia comerç amb la Xina, l'Índia i el món àrab.
Després de l'arribada dels espanyols, diversos dels antics barangays van ser agrupats per tal de formar pobles. Cada barangay, dins d'un poble, estava encapçalat pel "cap del barangay", que formava part de la classe dirigent del municipi, al temps de la colònia espanyola. El càrrec de cap del barangay al principi era hereditari, però amb la fi del control espanyol el càrrec de cap del barangay va passar a ser electiu. La funció principal dels caps del barangay era la de recaptar tributs.
Quan van arribar els americans, s'utilitzava més el terme barrio. Aquesta denominació es va mantenir durant la major part del segle xx, fins al govern de Ferdinand Marcos.

## Govern
El barangay actual és encapçalat per un funcionari electe, el "capità del barangay", que és ajudat per consellers. Cada barangay és dirigit pel "capità del barangay" (punong baranggay, en tagàlog). Aquest escull el consell del barangay (sangguniang baranggay) reunint els conselleres del barangay (kagawad). Tots els barangays tenen un consell de joventut (Sangguniang Kabataan, abreujat SK), que és dirigit per un president i que organitza les activitats dirigides al jovent, com les lligues de bàsquet.

## Lliga ng mga Barangay
Entre els barangays de les Filipines hi ha una unió. Aquesta representa tots els barangays de l'Estat. És l'organització local més gran de les Filipines. El seu actual president és James Marty Lim.